# تشاد ليتل
تشاد ليتل (بالإنجليزية: Chad Little)‏ هو محامي أمريكي، ولد في 29 أبريل 1963 في سبوكين في الولايات المتحدة.

## وصلات خارجية
- تشاد ليتل على موقع Racing-Reference.info (الإنجليزية)